# LifeStyle Food
LifeStyle Food is een Australische televisiezender die zich alleen maar richt op voedsel, wijn en restaurants. De zender is een dochteronderneming van The LifeStyle Channel, die vierentwintig uur per dag uitzendt op de Foxtel, Austar en Optus Television platformen.
In december 2006 werd de Great BBQ Challenge voor het eerst uitgezonden. Dit was een televisieshow waarin de 21 beste barbecuekoks onderling de strijd aan moesten gaan, met als prijzen een eigen televisieprogramma, A$ 25.000 en de titel van de beste barbecue'er van Australië. De winnaar werd op 26 januari 2007 (Australia Day) bekendgemaakt.